# 紅綠燈 (遊戲)
紅綠燈是一種兒童的肢體遊戲，取材於交通號誌。分為兩大類，第一類又稱一二三木頭人，第二種則類似鬼抓人。

## 規則

### 第一類遊戲
由狐狸先生幾多點演變而成：
1. 由一人當鬼，站在牆邊，其他人站在遠方
2. 鬼在另一邊面向牆，喊出一句預先定好的句子，最常見的有「123紅綠燈過馬路要小心」。其他人則向鬼所在的牆推進，直至能接觸牆。
3. 鬼喊完後可以轉頭，如果發現有玩家未停下，他便輸了，要當鬼。若果所有玩家都能安全接觸牆壁，則鬼輸了。
4. 做過最多次鬼或做鬼時輸最多的便要受罰。
5. 鬼可以透過控制說話的速度以增加難度。

#### 香港版玩法
在香港，會加入幾條規則（混入類似數字球的形式），如下將詳述香港版玩法：
1. 由一人當鬼，站在牆邊（或柱前）其他人站遠方
2. 鬼首先面向牆，並喊出句子「123紅綠燈過馬路要小心」。此時其他人需向着鬼推進。鬼可以控制說話的速度。
3. 鬼喊完句子後，需立即轉頭看其他人。其他人聽到句子完結時需停下並不許動。

1. 當有人到達鬼身後時，可以碰一下鬼，然後所有人立刻逃跑。鬼一被人碰到時要大喊「停」，其他人必須停下來。
2. 之後，鬼需要用三步到達某人前並碰一下，那人便輸，並做下一回合的鬼。如果三步內未能碰到其他人，鬼則當輸，繼續做鬼。
3. 如果有人被鬼勾着手指，其他人需要先「救」那個人，方法就是斬開勾着的手指。但是斬手指的過程中並非計算落「觸碰到鬼」的情況。看誰一動便捉 要勾手指尾。

### 第二類遊戲

#### 規則1
1. 由一人當鬼，其他人逃跑。
2. 鬼可以抓人，被抓到的人就換他當鬼。
3. 逃跑的人可以喊「紅燈」，進入停止狀態，並且雙手合十。
4. 停止狀態的人不能動，鬼不能抓他和在旁邊等（此舉稱為「守人」，被守的人喊「守人一，守人二，守人三」，喊到「守人三」時鬼必須強制離開）(部分規則無此規定)。
5. 其他逃跑的人可以碰觸停止狀態的人，說「救」，將人救回逃跑狀態。
6. 如果所有人都進入停止狀態，鬼就獲勝，重新選鬼，但有時是讓最後一個進入停止狀態的人當鬼。

#### 規則2
1. 由一人當鬼，其他人逃跑。
2. 鬼可以抓人，被抓到的人就換他當鬼。
3. 逃跑的人可以喊「紅燈」，進入停止狀態，並且雙手抱胸（桃園、台中與新竹）或者雙手合掌（其他縣市）。
4. 停止狀態的人不能動，鬼不能抓他和在旁邊等（此舉稱為「守人」，被守的人喊「守人一，守人二，守人三」，喊到「守人三」時鬼必須強制離開）(部分規則無此規定)。
5. 停止狀態的人如果想回復逃跑狀態（自由狀態），可以喊「綠燈」，並立刻恢復逃跑狀態。
6. 如果所有人都進入停止狀態，鬼就獲勝一次。
7. 爾後若要玩下一局，則在恢復逃跑狀態前，每個人都喊「綠燈」恢復逃跑狀態，最後一個喊的人當鬼。

## 趣味
紅綠燈的趣味主要在於刺激和跑跑停停的變換。

## 教育意義
紅綠燈是一個和反應有關的肢體遊戲。訓練合群、守紀律和聯誼等。

## 世界上不同地区的類似的玩法

### 英语
- 英语世界：及

### 法语
- 法国：
- 比利时：
- 魁北克省：

### 西班牙语
- 西班牙：
- 纳瓦拉 ：和
- 瓦伦西亚：
- 委内瑞拉：
- 哥斯达黎加：和
- 波多黎各：
- 多米尼加共和国：
- 加那利群岛：、和
- 巴利阿里群岛：
- 墨西哥：
- 加泰罗尼亚：
- 阿根廷：和
- 巴拿马：
- 格拉纳达：
- 危地马拉：

### 汉语
- 中国大陆：「一、二、三、我们都是木頭人」
  - 京津地区：“红灯、绿灯、小白灯”
- 香港：「一二三紅綠燈，過馬路，要小心」
- 台灣：「一二三木頭人」[1]
- 新加坡：「一、二、三、木頭人」
- 馬來西亞福建社群：「蜀兩三，山搖地動」

### 其他
- 德语：
- 荷蘭語：
- 意大利语：
- 日本：（不倒翁跌倒了）
- 南韓：（無窮花開了/木槿花开了）
- 瑞典：
- 葡萄牙语：